# Cagatuj
Cagatuj (ros. Цагатуй) – wieś (ułus) w Rosji, w Buriacji, w rejonie dżydińskim. W 2010 liczyła 766 mieszkańców.